# 内原電留線
内原電留線（うちはらでんりゅうせん）は、茨城県水戸市三湯町にある東日本旅客鉄道（JR東日本）の電留線（留置線）。

## 概要
1944年（昭和19年）、戦時体制により水戸駅に集約する貨物を分散し、空襲や列車増加などに対応するために設置された「内原操車場」の跡地を利用して、2005年（平成17年）に設置された小規模な電留線を前身として、水戸駅に隣接する電留線を移管する形で2006年（平成18年）3月18日に設置・使用が開始された。
現在は常磐線で使用される各種車両及び水郡線の一部車両の停泊・洗浄・整備を行っている。

## 構造
内原操車場の名残で、常磐線上下線間に挟まれる構造となっているが、跡地の内原方のみ使用しているため入出区は内原駅中線からとなる。
構内に入ると線路はまず2本に分かれ、片方は留置線、もう一方は整備線に向かう。留置線は7本あり、北側の3番線には洗浄用の台が設けられている。
整備線は1本で、車輪転削用に1両分程度の検修庫があり、アントが常駐している。
また内原設備訓練センターが併設されており、保守訓練用の側線がZ字状に設けられ、本屋と検修庫、訓練用踏切が設置されている。

## 入庫車両
入庫する車両の多くは勝田車両センター所属の常磐線車両である。
- E531系（基本編成・付属編成）
- E657系
- E501系（基本編成・付属編成）
- E653系　※運行時のみ
- キハE130系（130系，131・132系両方）
  - 車輪転削時に限り、水戸駅から臨時回送列車で入庫する。以前は水戸貨物駅（現在の水戸ORS）に隣接する水郡線留置線にて車輪転削を実施していた。

## 所在地
常磐線
友部駅 - 内原電留線 - 内原駅
- 但し、友部駅方からの入出区はできず、内原駅中線より入換での出入区となる。